# Вукович, Дэнни
Дэ́нни Ву́кович (англ. Danny Vukovic; 27 марта 1985, Сидней, Австралия) — австралийский футболист, вратарь клуба «Сентрал Кост Маринерс» и сборной Австралии. Участник чемпионата мира 2018 года. Рекордсмен Эй-лиги по количеству «сухих» матчей (100), а также единственный вратарь в истории турнира, забивший гол.

## Клубная карьера

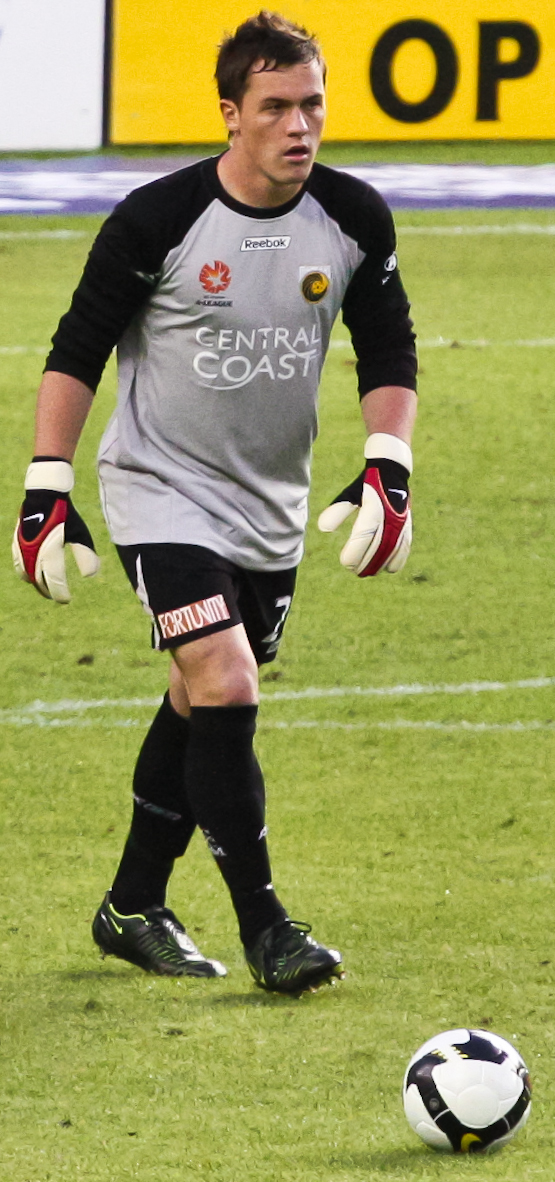
Вукович в составе «Сентрал Кост Маринерс»

Серб по происхождению. Вукович начал карьеру выступая за клубы «Парраматта Пауэр» и «Бонниригг Уайт Иглз». Летом 2005 года Дэнни перешёл в «Сентрал Кост Маринерс». В матче против «Мельбурн Виктори» он дебютировал в Эй-лиге, после того, как основной голкипер Джон Кроули получил травму. В 2008 году Вукович помог команде выиграть чемпионат. В 2010 году Дэнни подписал двухгодичный контракт с турецким клубом «Коньяспор», но после того, как выяснилось, что у команды переизбыток иностранных игроков, он покинул команду.
В том же году Дэнни подписал контракт с новозеландским «Веллингтон Феникс». В матче против «Сиднея» он дебютировал за новую команду. 13 февраля 2011 года в поединке против «Норт Квинсленд Фьюри» Вукович забил гол, реализовав пенальти в конце второго тайма.
В 2011 году Вукович перешёл в «Перт Глори», подписав контракт на три года. 9 октября в матче против «Аделаида Юнайтед» он дебютировал за новый клуб. В 2014 году Дэнни на правах полугодовой аренды перешёл в японский «Вегалта Сэндай». 19 марта в матче Кубка Императора против «Симидзу С-Палс» он дебютировал за клуб. После окончания аренды Вукович вернулся в «Перт Глори».
Летом 2015 года Дэнни перешёл в «Мельбурн Виктори», подписав трёхлетний контракт. 9 октября в матче против «Аделаида Юнайтед» он дебютировал за новую команду. В своём дебютном сезоне Вукович помог клубу выиграть Кубок Австралии.
Летом 2016 года Дэнни присоединился к «Сиднею», заключив двухлетний контракт. 8 октября в матче против «Уэстерн Сидней Уондерерс» он дебютировал за новую команду. В 2017 году Вукович помог клубу выиграть чемпионат, а сам был признан лучшим вратарём.
Летом 2017 года Дэнни перешёл в бельгийский «Генк» приблизительно за AU$1 млн. 4 августа в матче против льежского «Стандарда» он дебютировал в Жюпилер-лиге.
17 июня 2021 года перешёл в нидерландский НЕК, подписав с клубом двухлетний контракт. 5 августа 2022 года расторг контракт с НЕК по обоюдному согласию и вернулся в «Сентрал Кост Маринерс».
Также в августе 2022 года вернулся в «Сентрал Кост». В октябре получил капитанскую повязку. 1 апреля 2023 года на «Сентрал Кост Стэдиум» провёл свой 300-й матч в Эй-лиге. В том же сезоне помог команде завоевать второй чемпионский титул в истории, пропустив в серии плей-офф всего два мяча в трёх матчах. 8 декабря в домашней игре против «Уэстерн Юнайтед» побил рекорд Эй-лиги по количеству «сухих» матчей, в 91-й раз отстояв матч на ноль.

## Международная карьера
27 марта 2018 года в товарищеском матче против сборной Колумбии Вукович дебютировал за сборную Австралии. В том же году Дэнни принял участие в чемпионате мира 2018 в России. На турнире он был запасным и на поле не вышел.
В 2019 году Вукович включён в состав сборной на Кубок Азии в ОАЭ. На турнире он был запасным и на поле не вышел.

## Личная жизнь
Во время интервью Fox Sports, посвященного его новому контракту с «Мельбурн Виктори», Вукович рассказал, что он и его жена Кристи ожидали своего первенца в июле 2015 года и что они хотели, чтобы их ребёнок рос на восточном побережье Австралии, чтобы они могли быть ближе к своим семьям, что способствовало подписанию контракта с мельбурнским клубом. Вскоре после рождения у его сына была диагностирована атрезия желчевыводящих путей, и ему потребовалась пересадка печени. Это стало фактором, способствовавшим трансферу в «Сидней», где он был бы ближе к своей семье, а также к медицинскому обеспечению.

## Достижения
Командные
 «Сентрал Кост Маринерс»
- Чемпион регулярного сезона Эй-лиги: 2007/08
- Чемпион Австралии: 2022/23

 «Мельбурн Виктори»
- Обладатель Кубка Австралии: 2015

 «Сидней»
- Чемпион Австралии: 2016/17

 «Генк»
- Чемпион Бельгии: 2018/19

Индивидуальные
- Лучший вратарь Эй-лиги: 2016/17